# Talking Dreams
Talking Dreams è il primo album in studio del gruppo musicale statunitense Echosmith, pubblicato il 1º ottobre 2013.

## Tracce
1. Come Together – 4:40
2. Let's Love – 3:03
3. Cool Kids – 3:57
4. March into the Sun – 3:22
5. Come with Me – 4:12
6. Bright – 3:42
7. Talking Dreams – 3:09
8. Tell Her You Love Her – 4:07
9. Ran Off in the Night – 4:24
10. Nothing's Wrong – 3:34
11. Safest Place – 4:16
12. Surround You – 3:30

## Formazione
Echosmith
- Sydney Sierota – voce
- Noah Sierota – basso, percussioni, cori
- Jamie Sierota – chitarra, tastiere, percussioni, programmazioni, cori
- Graham Sierota – batteria, cori

Altri musicisti
- Jeffery David – percussioni
- Mike Elizondo – tastiere, percussioni, programmazioni, cori